# Нова громада (Харків)
«Нова громада» — щоденна газета, що друкувалася в Харкові в листопаді-грудні 1917 року. Видавалася Радою Слобідської України, виходила під впливом Української партії соціалістів-революціонерів та Української соціал-демократичної робітничої партії. Головна мета газети — формування вільного українського суспільства, викорінення політичного та соціального гніту. У газеті публікувалися матеріали про життя робітників, селянства й події в громадсько-політичному житті. Після захоплення Харкова більшовиками в грудні 1917 року й встановлення влади Центрального виконавчого комітету України (ЦИКУК) газета була закрита. Після цього її невдало спробували відновити під іншою назвою. Більшовицький журналіст Давид Ерде з цього приводу згадував:
|                                                         | …я працював у тісному контакті з ЦИКУК і зокрема з Е. Бош… з наказу останньої була закрита петлюрівська газета «Нова громада»… Коли «Нова громада» спробувала після її закриття воскреснути під новою назвою, вона відчула на собі тяжку руку пролетарської диктатури, при чому на мене випала честь остаточно прикрити цього петлюрівського покруча |
| — Давид Ерде, "Пусть говорят факти" («Літ. Рев.», 1928) | |

Редакторами газети були Яків Довбищенко та Яків Лепченко.